# The Hundred In The Hands
The Hundred In The Hands (nogle gange forkortet THITH) er en amerikansk elektronisk duo fra Brooklyn, New York City, der blev dannet i 2008. Bandet består af Eleanore Everdell (vokal, keyboard) og Jason Friedman (guitar, programmering). Bandet er navngivet efter en frase Lakota Nation gav til Fetterman Fight i 1866 i Wyoming, hvor Crazy Horse ledte sine krigere til sejr, der resulterede i 100 døde fjender.

## Diskografi

### Studiealbum
- The Hundred in the Hands (2010)
- Red Night (2012)
- Love in the Black Stack (2017)

### EP'er
- This Desert (2010)

### Singler
- "Dressed in Dresden" (2008)
- "Dressed in Dresden"/"Undressed in Dresden" (2009)
- "Pigeons" (2010)
- "Commotion"/"Aggravation" (2010)
- "Keep It Low" (2012)

### Musikvideoer
- "Tom Tom" (instrueret af Ben Crook)
- "Pigeons" (instrueret af Daniels)
- "Commotion" (instrueret af Daniels)